# Мацудайра Хіротада
Мацудайра Хіротада (*松平 広忠, 9 червня 1526  —3 квітня 1549) — даймьо, що володів частиною провінції Мікава в період Сенґоку.

## Життєпис
Походив з самурайського роду Мацудайра. Син Мацудайра Кійоясу, даймьо і 7-го голови клану Мацудайра. Народився 1526 року. У 1536 році після загибелі свого батька, убитого одним зі своїх васалів, 10-річний Мацудайра Хіротада очолив клан Мацудайра і став даймьо в провінції Мікава. Спочатку знаходився під опікою свого васала Абе Садаесі. Останній уклав союз з могутнім родом Імаґава, за допомогою якого утвердився в замку Окадзакі.
В подальшому союз Мацудайра і Імаґава призвів до конфлікту з родом Ода, який правив в провінції Оварі. У 1540 року Ода Нобухіде вдерся до провінції Мікава і захопив замок Андзьо, який належав Мацудайра Хіротада. Керуючим замку став Ода Нобухіро.
У 1541 року Мацудайра Хіротада одружився з Одаї-но Ката, названою донькою даймьо Мідзуно Тадамаса. Мацудайра Хіротада приєднався до Імаґава Йосімото для спільної боротьби проти Ода Нобухіде. У 1542 році в першій битві при Адзукідзава в провінції Мікава союзники зазнали поразки від Нобухіде. У наступному 1543 році Мацудайра Нобутака, стрийко Хіротада, підняв повстання проти небіжа і приєднався до Ода Нобухіде. Мацудайра Хіротада також мав серйозні розбіжності зі своїм тестем Мідзуно Тадамаса, в 1544 році він розлучився з його дочкою і вдруге одружився з дочкою Тода Ясуміцу. 1545 року зазнав поразки від військ Ода при намаганні захопити замок Ясуйосі.
У 1547 року Мацудайра Хіротада задля зміцнення союзу з Імаґава Йосімото, відправив свого сина Мотоясу в якості заручника до нього в замок Сумпу (провінція Суруґа). Але по дорозі його було захоплено військом Оди Нобухіде і переправлений в замок Нагоя. Пізніше Мацудайра Хіротада спробував відбити замок Андзьо, але зазнав поразки.
У 1548 році спільно з Імаґава Йосімото рушив проти Ода Нобухіде, але зазнав поращки в Другій битві під Адзукідзака. У квітні наступного 1549 року Мацудайра Хіротада помер.